# 特報フロンティア
『特報フロンティア』（とくほうフロンティア）は、NHKが2011年度から2015年度まで放送された九州・沖縄地方向けの報道・地域情報番組である。本項目では、毎月1回福岡県向けに放送される『特報フロンティア ドキュメント』についても述べる。

## 概要
前身は2007年から4年にわたり放送された『九州沖縄インサイド』である。内山俊哉（解説委員兼務）から進行を引き継いた西東大が引き続き福岡局のスタジオから進行し、福岡を含め9つある管内の各放送局が取材した内容を基にエリア内の様々な問題を検証し、スタジオに迎えたゲスト（専門家、取材に当たった各放送局のアナウンサー・記者・ディレクターら）に話を聞く。
初回は2011年4月1日であるが、東日本大震災の余波で『九州沖縄スペシャル』の後継番組『きん☆すた』枠での放送となり、内容も九州近くで大規模な震災が起こった際の津波に対する備えの問題点、東日本大震災後の九州からの救援について検証するものとなった。その後の放送時間についても流動的となる。
基本的に第2金曜日（2011年度は第1金曜）は引き続き県別の枠となるが、県によっては他の週も差し替えるケースがある。福岡県では『インサイド』時代は別番組として人に焦点を当てたドキュメンタリー『福岡にんげん交差点』を放送したが、この番組では内包し、『特報フロンティア ドキュメント』として放送する。内容的には『インサイド』時代にも幾度か見られた形式となる。ナレーションはその回によって異なる（キャスターがナレーションを担当する回もある）。
2014年度から、タイトルロゴを変更した（テーマ曲は変更無し）。2016年2月26日の放送をもって終了した。

## 放送日時
以下、日本標準時（JST）。
本放送
九州・沖縄の総合テレビ：金曜 19:30 - 19:55
- 福岡県では2011年度は第1週、2012年度は第2週を『特報フロンティア ドキュメント』として放送した。
- 『ドキュメント』も回により福岡以外の放送局で放送することがある。2011年9月30日の「娘よ　父も一緒に闘おう～女子プロボクサーと父親の挑戦～」は宮崎県域でも、10月7日の「GO!チア男子～仲間と挑んだ夏～」は佐賀県域でも放送された。

再放送
九州・沖縄の総合テレビ：原則として本放送後の日曜 7:45 - 8:10
放送内容によっては、これ以外にろーかる直送便で放送される事もある。

## キャスター
- 西東大（2011年度 - 2013年度 [1]）
- 有田雅明（2014年度・2015年度 [2]）

## 第2週以外の差し替え放送
- 2012年度以降は、北九州局では年6回程度『北九州×クロス』に差し替えられる場合が有る。
- 熊本局では『くまもとの風』を放送し、この番組は熊本県関係の内容となった時のみ同時ネットするのみである。
- 長崎局では『なが☆スペ』、宮崎局では『いっちゃがゴールド』、沖縄局では『きんくる 〜沖縄金曜クルーズ〜』を、それぞれ優先して放送する。
これらの各局では、日曜日朝の再放送が初回放送の扱いとなるが、放送日によっては再放送の時間帯でも放送しない場合、及び『いちおし!九州沖縄』の枠内での再放送もある。

## その他
- 初回の再放送は翌4月2日の9:10 - 9:55に放送された。
- 2012年10月12日には、本番組の後に放送している「きん☆すた」とクロスオーバーし、「災害を生き抜くチカラ」として本番組キャスターの西東ときん☆すたのガレッジセール・三輪秀香と共に放送した。
- 2013年2月6日は歴史秘話ヒストリアを休止し（該当番組は翌日深夜0時25分からが初回放送）、「特報フロンティアスペシャル 調査報告 国境の島で何が起きているのか」を放送した。